# Mnasalcas
Mnasalcas là một chi bướm ngày thuộc họ Bướm nâu.